# Фрідріх Август Ангальт-Дессау
Фрідріх Август Ангальт-Дессау (нім. Friedrich August von Anhalt-Dessau), (нар. 23 вересня 1799 — пом. 4 грудня 1864) — принц Ангальт-Дессауський з династії Асканіїв, син спадкоємного принца Ангальт-Дессау Фрідріха та принцеси Гессен-Гомбурзької Амалії.

## Біографія
Народився 23 вересня 1799 року в Дессау. Був шостою дитиною та четвертим сином в родині спадкоємного принца Ангальт-Дессау Фрідріха та його дружини Амалії Гессен-Гомбурзької. Мав старших сестер Августу та Луїзу й братів Леопольда та Георга. Ще один брат помер немовлям до його народження. Згодом сімейство попвнилося сином Вільгельмом. Країною в цей час правив їхній дід Леопольд III.
У 1807 році Ангальт-Дессауське князівство було підняте до статусу герцогства. Батько пішов з життя у травні 1814 року, так і не зійшовши на трон. Мати сама займалася вихованням дітей, і всі вони отримали добру освіту.
Перед своїм 33-річчям Фрідріх Август узяв за дружину 18-річну принцесу Марію Луїзу Гессен-Кассельську. Весілля пройшло 11 вересня 1832 у палаці Румпенхаймер в містечку Офенбах. У пари народилися три доньки.
У 1863 році ангальтські землі були поєднані в одне Ангальтське герцогство. Наступного року Фрідріх Август пішов з життя в Дессау. Був похований в Марієнкірхе в Дессау. Після Другої світової війни був перепохований на цвинтарі Дессау.

## Родина
Дружина —  Марія Луїза Гессен-Кассельська
Діти:
- Адельгейда (1833—1916) — дружина герцога Нассау Адольфа, який згодом став великим герцогом Люксембургу, мала п'ятеро дітей;
- Батільда (1837—1902) — дружина принца цу Шаумбург-Ліппе Вільгельма, мала дев'ятеро дітей;
- Хільда (1839—1926) — одружена не була, дітей не мала.